# Yūki Aoi
Yabusaki Aoi (八武崎 碧 (Bát Vũ Kỳ Bích) sinh ngày 27 tháng 3 nám 1992) hoạt động dưới nghệ danh Yūki Aoi (悠木 碧 (Du Mộc Bích)), là một nữ diễn viên lồng tiếng và ca sĩ người Nhật được đại diện bởi Pro-Fit.

## Tiểu sử
Aoi được sinh ra tại tỉnh Chiba. Khi mới bốn tuổi, cô đã bước chân vào ngành giải trí, hoạt động diễn xuất trong các bộ phim và kịch. Từ năm 1999 – 2002, Aoi bắt đầu xuất hiện trên chương trình tạp kỹ Appare Sanma Dai-sensei và Yappari Sanma Dai-sensei được phát sóng trên đài Fuji TV. Ở độ tuổi lớp năm, cô tham gia vào sự nghiệp diễn viên lồng tiếng.
Cuối năm 2006, cô kí hợp đồng với công ty Central. Sau khi vào trung học năm 2007, cô gia nhập Breath, tự thay đổi nghệ danh của mình thành Yūki Aoi. Aoi đóng vai diễn đầu tiên vào năm 2008 là nhân vật Murasaki Kuhōin trong Kure-nai. Tháng 8 cùng năm đó, cô chuyển sang đại lý Pro-Fit.
Vào tháng 10 năm 2011, cô đoạt giải diễn viên lồng tiếng xuất sắc nhất thuộc giải Newtype Anime Award tại sự kiện Machi Asobi. Aoi cũng thắng giải Nữ diễn viên chính xuất sắc nhất tại lễ Seiyu Awards lần thứ sáu. Năm 2013, Aoi và Taketatsu Ayana thành lập bộ đôi ca sĩ "Petit Milady", trình bày nhiều ca khúc chủ đề mở đầu như "Kagami no Dual-ism" cho anime Yu-Gi-Oh! Zexal II vào năm 2013; "Azurite" cho anime Toaru Hikūshi e no Koiuta vào năm 2014.
Vào tháng 4 năm 2017, Aoi tạm ngưng hoạt động sự nghiệp âm nhạc, tháng 7 cùng năm đó, cô trở lại với hoạt động âm nhạc dưới hãng thu mới là Nippon Columbia.

## Phim tham gia

### Phim hoạt hình truyền hình
| Năm     | Tên                                                        | Vai                                     |
| ------- | ---------------------------------------------------------- | --------------------------------------- |
| 2003    | Kino du ký                                                 | Sakura                                  |
| 2004    | Aishiteruze Baby                                           | Marika                                  |
| 2005    | Onegai My Melody                                           | Koto Yumeno                             |
| 2006    | Onegai My Melody: Kuru Kuru Shuffle                        | Koto Yumeno                             |
| 2007    | Onegai My Melody: Sukkiri                                  | Koto Yumeno                             |
| 2008    | Kure-nai                                                   | Murasaki Kuhōin                         |
| 2008    | Shikabane Hime: Aka                                        | Akira Tōoka                             |
| 2009    | Akikan!                                                    | Budoko                                  |
| 2009    | Anyamaru Tantei Kiruminzuu                                 | Riko Mikogami                           |
| 2009    | Nogizaka Haruka no Himitsu: Purezza                        | Hikari Hatsuse                          |
| 2009    | Shikabane Hime: Kuro                                       | Akira Tōoka                             |
| 2009    | Sora no Manimani                                           | Maibara                                 |
| 2009    | Yumeiro Patissiere                                         | Ichigo Amano                            |
| 2009    | Yutori-chan                                                | Yutori Tanaka                           |
| 2010    | Dance in the Vampire Bund                                  | Mina Tepes                              |
| 2010    | Durarara!!                                                 | Shinra Kishitani (lúc trẻ)              |
| 2010    | Hyakka Ryōran Samurai Girls                                | Jūbei Yagyū                             |
| 2010    | Ichiban Ushiro no Daimaou                                  | Korone                                  |
| 2010    | Jewelpet Tinkle                                            | Amelie                                  |
| 2010    | The World God Only Knows                                   | Mio Aoyama                              |
| 2010    | Pokémon: Best Wishes!                                      | Iris                                    |
| 2010    | Shiki                                                      | Sunako Kirishiki                        |
| 2010    | Sora no Woto                                               | Noel Kannagi                            |
| 2010    | Soredemo Machi wa Mawatteiru                               | Toshiko Tatsuno                         |
| 2010    | Yumeiro Patissiere Professional                            | Ichigo Amano                            |
| 2011    | A Channel                                                  | Tooru                                   |
| 2011    | Beelzebub                                                  | Chiaki Tanimura                         |
| 2011    | Ben-To                                                     | Hana Oshiroi                            |
| 2011    | Gosick                                                     | Victorique de Blois                     |
| 2011    | Kyōkaisen-jō no Horizon                                    | Suzu Mukai                              |
| 2011    | Ikoku Meiro no Croisée                                     | Alice Blanche                           |
| 2011    | Last Exile -Fam, The Silver Wing-                          | Giselle Collette Vingt                  |
| 2011    | Mahō Shōjo Madoka ☆ Magica                                 | Madoka Kaname                           |
| 2011    | Persona 4 The Animation                                    | Aika Nakamura                           |
| 2011    | YuruYuri                                                   | Rivalun                                 |
| 2012    | Daily Lives of High School Boys                            | Ringo-chan                              |
| 2012    | Dog Days                                                   | Couvert Eschenbach Pastillage           |
| 2012    | Hyōka                                                      | Kurako Eba                              |
| 2012    | Inazuma Eleven GO vs. Danbōru Senki W                      | Kinako Nanobana                         |
| 2012    | Inazuma Eleven GO Chrono Stone                             | Kinako Nanobana                         |
| 2012    | Joshiraku                                                  | Mask                                    |
| 2012    | Pokémon: Best Wishes! Season 2                             | Iris                                    |
| 2012    | Saki: Achiga-hen episode of Side-A                         | Shizuno Takakamo                        |
| 2012    | Senki Zesshō Symphogear                                    | Hibiki Tachibana                        |
| 2012    | Touhou Musou Kakyou 2                                      | Youmu Konpaku                           |
| 2012    | YuruYuri♪♪                                                 | Rivalun/Raika                           |
| 2013    | BlazBlue Alter Memory                                      | Platinum the Trinity/Trinity Glassfield |
| 2013    | Gundam Build Fighters                                      | Kirara                                  |
| 2013    | Hyakka Ryōran Samurai Bride                                | Jūbei Yagyū                             |
| 2013    | Inazuma Eleven GO Galaxy                                   | Konoha Morimura                         |
| 2013    | Chuyện tình thanh xuân bi hài của tôi quả nhiên là sai lầm | Komachi Hikigaya                        |
| 2013    | Pokémon: Best Wishes! Season 2: Episode N                  | Iris                                    |
| 2013    | Pokémon: Best Wishes! Season 2: Decolora Adventure         | Iris                                    |
| 2013    | Senki Zesshō Symphogear G                                  | Hibiki Tachibana                        |
| 2013    | Kakumeiki Valvrave                                         | Akira Renbōkoji                         |
| 2014    | Toaru Hikūshi e no Koiuta                                  | Nina Viento/Claire Cruz                 |
| 2014    | Black Bullet                                               | Kohina Hiruko                           |
| 2014    | Soul Eater Not!                                            | Meme Tatane                             |
| 2014    | Free! - Eternal Summer                                     | Sōsuke Yamazaki (lúc nhỏ)               |
| 2014    | Buddy Complex                                              | Fiona Jyunyou Weinberg                  |
| 2014    | Kanojo ga Flag o Oraretara                                 | Serika Gin'yūin                         |
| 2014    | Nobunaga Concerto                                          | Oichi                                   |
| 2014    | Rokujōma no Shinryakusha!?                                 | Korama                                  |
| 2014    | Keroro Gunso                                               | New Keroro, Black Star, Monaka          |
| 2014    | Thất hình đại tội                                          | Diane                                   |
| 2014    | Sword Art Online II                                        | Yuuki Konno                             |
| 2014    | Yu-Gi-Oh! Arc-V                                            | Mieru Hochun                            |
| 2015    | Hidan no Aria AA                                           | Shima Kirin                             |
| 2015    | Thám tử lừng danh Conan                                    | Funako Nakai                            |
| 2015    | Chaos Dragon                                               | Shaddy                                  |
| 2015    | Dog Days                                                   | Couvert Eschenbach Pastillage           |
| 2015    | GANGSTA.                                                   | Nina                                    |
| 2015    | Ketsuekigata-kun! 2                                        | Type A-chan                             |
| 2015    | Ketsuekigata-kun! 3                                        | Type A-chan                             |
| 2015    | Chuyện tình thanh xuân bi hài của tôi quả nhiên là sai lầm | Komachi Hikigaya                        |
| 2015    | One-Punch Man                                              | Tornado of Terror                       |
| 2015    | Onsen Yōsei Hakone-chan                                    | Goura                                   |
| 2015    | Overlord                                                   | Clementine                              |
| 2015    | Rokka no Yuusha                                            | Fremy Speeddraw                         |
| 2015    | Senki Zesshō Symphogear GX                                 | Hibiki Tachibana                        |
| 2015    | Seraph of the End                                          | Krul Tepes                              |
| 2015    | Tantei Kageki Milky Holmes TD                              | Carroll Dodgson                         |
| 2015    | Gakusen Toshi Asterisk                                     | Meeko Yanase                            |
| 2015    | Tokyo Ghoul √A                                             | Kurona Yasuhisa                         |
| 2015    | Seiken Tsukai no Wārudo Bureiku                            | Shizuno Urushibara                      |
| 2015    | Yamada-kun to 7-nin no Majo                                | Noa Takigawa, Maki                      |
| 2015    | Yo-Kai Watch                                               | Inaho Misora                            |
| 2015    | Young Black Jack                                           | Eri Imagami                             |
| 2015    | Yurikuma Arashi                                            | Mitsuko Yurizono                        |
| 2015    | YuruYuri San☆Hai!                                          | Rivalun/Raika                           |
| 2016    | Ace Attorney                                               | Mayoi Ayasato (Maya Fey)                |
| 2016    | Ange Vierge                                                | Ramiel                                  |
| 2016    | Divine Gate                                                | Dorothy                                 |
| 2016    | Endride                                                    | Mischa                                  |
| 2016    | Boku Dake ga Inai Machi                                    | Kayo Hinazuki                           |
| 2016    | Ketsuekigata-kun! 4                                        | Type A-chan                             |
| 2016    | Stella no Mahou                                            | Kayo Fujikawa                           |
| 2016    | Học viện siêu anh hùng                                     | Tsuyu Asui                              |
| 2016    | Qualidea Code                                              | Maihime Tenkawa                         |
| 2016    | Ragnastrike Angels                                         | Kasumi Barnette Midō                    |
| 2016    | Super Lovers                                               | Ai Natsukawa                            |
| 2016    | Nanatsu no Taizai: Seisen no Shirushi                      | Diane                                   |
| 2016    | Tanaka-kun wa Itsumo Kedaruge                              | Rino                                    |
| 2016    | Gakusen Toshi Asterisk 2                                   | Meeko Yanase                            |
| 2017    | ACCA 13-Ku Kansatsu-Ka                                     | Lotta                                   |
| 2017    | Aho-Girl                                                   | Yoshiko Hanabatake                      |
| 2017    | Altair - Cánh đại bàng kiêu hãnh                           | Brigitta Grimaldi                       |
| 2017    | Battle Girl High School                                    | Sadone                                  |
| 2017    | Kino no Tabi -the Beautiful World- the Animated Series     | Kino                                    |
| 2017    | Boku no Kanojo ga Majime Sugiru Shojo Bitch na Ken         | Akiho Kōsaka                            |
| 2017    | Học viện siêu anh hùng 2                                   | Tsuyu Asui                              |
| 2017    | Sakurada Reset                                             | Sumire Sōma                             |
| 2017    | Senki Zesshō Symphogear AXZ                                | Hibiki Tachibana                        |
| 2017    | Tanya Chiến Ký                                             | Tanya Degurechaff                       |
| 2018    | Ace Attorney Season 2                                      | Mayoi Ayasato (Maya Fey)                |
| 2018    | Asobi Asobase                                              | Tsugumi Aozora                          |
| 2018    | Beelzebub-jou no Okinimesu Mama.                           | Dantalion                               |
| 2018    | Death March to the Parallel World Rhapsody                 | Arisa                                   |
| 2018    | Hakata Tonkotsu Ramens                                     | Misaki                                  |
| 2018    | Hakumei to Mikochi                                         | Konju                                   |
| 2018    | Kakuriyo no Yadomeshi                                      | Ougon Douji                             |
| 2018    | Karakuri Circus                                            | Columbine                               |
| 2018    | Lord of Vermilion: Guren no Ou                             | Sakiyama Koume                          |
| 2018    | Mahou Shoujo Site                                          | Ni                                      |
| 2018    | My Hero Academia 3                                         | Tsuyu Asui                              |
| 2018    | Persona 5: The Animation                                   | Futaba Sakura                           |
| 2018    | POP TEAM EPIC                                              | Popuko (Tập 2-A)                        |
| 2018    | Radiant                                                    | Mélie                                   |
| 2018    | SSSS.GRIDMAN                                               | Borr                                    |
| 2018    | Hyakuren no Haou to Seiyaku no Valkyria                    | Albertina                               |
| 2018    | Nanatsu no Taizai: Imashime no Fukkatsu                    | Diane                                   |
| 2018    | Wotaku ni Koi wa Muzukashii                                | Ko Sakuragi                             |
| 2019    | 7 mầm sống                                                 | Hotaru Kusakuri                         |
| 2019    | Boogiepop wa Warawanai                                     | Touka Miyashita Miyashita/Boogiepop     |
| 2019    | Kimetsu no Yaiba                                           | Guide (Black-Haired)                    |
| 2019    | Fire Force                                                 | Kotatsu Tamaki                          |
| 2019    | Granbelm                                                   | Suishō Hakamada                         |
| 2019    | Grimms Notes The Animation                                 | Shirayuki-hime                          |
| 2019    | Isekai Quartet                                             | Tanya Degurechaff                       |
| 2019    | My Hero Academia 4                                         | Tsuyu Asui                              |
| 2019    | One-Punch Man 2                                            | Tornado of Terror                       |
| 2019    | Senki Zesshō Symphogear XV                                 | Hibiki Tachibana                        |
| 2019    | Nhất quỷ nhì ma, thứ ba Takagi 2                           | Hōjō                                    |
| 2019    | Nanatsu no Taizai: Kamigami no Gekirin                     | Diane                                   |
| 2020    | ＜Infinite Dendrogram＞-Infinitto Dendoroguramu-           | Liliana Grandria                        |
| 2020    | Isekai Quartet 2                                           | Tanya Degurechaff                       |
| 2021    | Diệt Slime suốt 300 năm, tôi level MAX lúc nào chẳng hay   | Azusa                                   |
| 2021    | Tôi là nhện đấy, có sao không?                             | Tôi                                     |
| 2021    | Sonny Boy                                                  | Mizuho                                  |
| 2023    | Yowai 5000-nen no Sōshoku Dragon, Iwarenaki Jaryū Nintei   | Reiko (bản lồng tiếng Nhật              |
| 2023    | Kyokō Suiri Season 2                                       | Yuki-onna                               |
| 2023    | Nier: Automata Ver1.1a                                     | Pascal                                  |
| 2023    | Lớp học điệp viên                                          | Monika                                  |
| 2023    | Kusuriya no Hitorigoto                                     | Maomao                                  |
| 2023    | Urusei Yatsura                                             | Ten                                     |
| Chưa rõ | Sasaki to Pii-chan                                         | Pii-chan                                |

### Original video animation (OVA)
| Năm  | Tên                | Vai diễn      |
| ---- | ------------------ | ------------- |
| 2009 | Akikan!            | Budoko        |
| 2011 | Baby Princess      | Mari Amatsuka |
| 2016 | The Kubikiri Cycle | Tomo Kunagisa |

### Phim hoạt hình chiếu rạp
| Năm  | Tên                                                                   | Vai                   |
| ---- | --------------------------------------------------------------------- | --------------------- |
| 2011 | Pokémon: Victini và anh hùng bóng tối Zekrom                          | Iris                  |
| 2011 | Pokémon: Victini và anh hùng ánh sáng Reshiram                        | Iris                  |
| 2012 | Pokémon: Cuộc đối đầu của Kyurem với thánh kiếm sĩ Keldeo             | Iris                  |
| 2013 | Pokémon: Genesect thần tốc và Mewtwo huyền thoại thức tỉnh            | Iris                  |
| 2013 | Mahou Shoujo Madoka Magica: Hangyaku no Monogatari                    | Kaname Madoka         |
| 2015 | Appleseed Alpha                                                       | Iris                  |
| 2015 | Yo-Kai Watch: Enma Daiō to Itsutsu no Monogatari da Nyan!             | Misora Inaho          |
| 2016 | Your Name – Tên cậu là gì?                                            | Sayaka Natori         |
| 2016 | Dáng hình thanh âm                                                    | Nishimiya Yuzuru      |
| 2017 | Dạo bước Phố Đêm                                                      | Princess Daruma       |
| 2017 | Gekijōban Fairy Tail: Dragon Cry                                      | Sonya                 |
| 2017 | KiraKira☆Pretty Cure A La Mode: Paritto! Omoide no Mille-feuille!     | Cook                  |
| 2018 | Doraemon: Nobita và đảo giấu vàng                                     | Quiz                  |
| 2018 | Nanatsu no Taizai: Imashime no Fukkatsu                               | Diane                 |
| 2018 | Khủng long ăn chay                                                    | Top                   |
| 2019 | Ashita Sekai ga Owaru to Shite mo                                     | Miko                  |
| 2019 | Tanya Chiến Ký                                                        | Tanya von Degurechaff |
| 2019 | Violence Voyager                                                      | Bobby                 |
| 2019 | Shin – Cậu bé bút chì: Chuyến trăng mật bão táp - Giải cứu bố Hiroshi | Công chúa             |
| 2019 | Đứa con của thời tiết                                                 | Natori Sayaka         |
| 2019 | Violet Evergarden: Búp bê kí ức                                       | Taylor Bartlett       |

### Trò chơi điện tử
- Aoki Hagane no Arpeggio, vai Iona / I-400 / I-402
- Fate/GUDAGUDA Order, Okita Souji
- Himawari-san, vai Minami Ami
- Taiyō no Ie, vai Motomiya Mao
- Niehime to Kemono no Ō, Saliphie[27]

| Năm  | Tên                                                     | Vai                                                                 | Ghi chú         | Nền tảng                                                                              |
| ---- | ------------------------------------------------------- | ------------------------------------------------------------------- | --------------- | ------------------------------------------------------------------------------------- |
| 2003 | Kino du ký                                              | Sakura                                                              |                 | PlayStation 2                                                                         |
| 2006 | Blazing Souls Accelate                                  | Lydia                                                               |                 | PlayStation 2, Xbox 360, PlayStation Portable, Android, iOS                           |
| 2006 | Granado Espada                                          | Ludin Von Hanen                                                     |                 | Microsoft Windows                                                                     |
| 2009 | BlazBlue: Continuum Shift                               | Platinum the Trinity                                                |                 | Arcade, PlayStation 3, Xbox 360, Windows                                              |
| 2009 | Liên Minh Huyền Thoại                                   | Lulu                                                                | Lồng tiếng Nhật | Microsoft Windows, OS X                                                               |
| 2012 | BlazBlue: Chrono Phantasma                              | Platinum the Trinity, Trinity Glassfille                            |                 | Arcade, PlayStation 3, PlayStation Vita, Microsoft Windows                            |
| 2012 | Do-Don-Pachi Saidaioujou                                | Hibachi, Inbachi                                                    |                 | Arcade, Xbox 360                                                                      |
| 2012 | Hyperdimension Neptunia Victory                         | Peashy/Yellow Heart                                                 |                 | PlayStation 3, PlayStation Vita, Microsoft Windows                                    |
| 2012 | Phantasy Star Online 2                                  | Claris Claes                                                        |                 | Microsoft Windows, PlayStation Vita, iOS, Android, PlayStation 4                      |
| 2012 | Professor Layton vs. Phoenix Wright: Ace Attorney       | Mahoney Katalucia                                                   |                 | Nintendo 3DS                                                                          |
| 2012 | Puella Magi Madoka Magica Portable                      | Madoka Kaname                                                       |                 | PlayStation Portable                                                                  |
| 2012 | Rune Factory 4                                          | Margaret                                                            |                 | Nintendo 3DS                                                                          |
| 2012 | Toki to Towa                                            | Enda                                                                |                 | PlayStation 3                                                                         |
| 2012 | Sol Trigger                                             | Cyril                                                               |                 | PlayStation Portable                                                                  |
| 2013 | Fate/Extra CCC                                          | Jinako Karigiri                                                     |                 | PlayStation Portable                                                                  |
| 2013 | God Eater 2                                             | Dr. Rachel Claudius                                                 |                 | PlayStation Portable, PlayStation Vita                                                |
| 2013 | Puella Magi Madoka Magica: The Battle Pentagram         | Madoka Kaname                                                       |                 | PlayStation Vita                                                                      |
| 2013 | Kamen Rider: Battride War                               | Reito                                                               |                 | PlayStation 3                                                                         |
| 2014 | Super Heroine Chronicle                                 | Hibiki Tachibana                                                    |                 | PlayStation Vita, PlayStation 3                                                       |
| 2014 | Granblue Fantasy                                        | Anila, Mina Levin, Mona Levin, Mena Levin                           |                 | Browser game, iOS, Android                                                            |
| 2014 | Sword Art Online: Hollow Fragment                       | Yuuki                                                               |                 | PlayStation Vita, PlayStation 4                                                       |
| 2014 | Sonic Boom: Rise of Lyric                               | Sticks the Badger                                                   |                 | Wii U                                                                                 |
| 2014 | Sonic Boom: Shattered Crystal                           | Sticks the Badger                                                   |                 | Nintendo 3DS                                                                          |
| 2015 | BlazBlue: Central Fiction                               | Platinum the Trinity, Trinity Glassfille                            |                 | PlayStation 3, PlayStation 4, Arcade                                                  |
| 2015 | Closers                                                 | Mikoto Amamiya                                                      |                 | Windows                                                                               |
| 2015 | Battle Girl High School                                 | Sadone                                                              |                 | iOS, Android                                                                          |
| 2015 | Dengeki Bunko: Fighting Climax Ignition                 | Yuuki                                                               |                 | Arcade, PlayStation 3, PlayStation 4, PlayStation Vita                                |
| 2015 | Resident Evil: Revelations 2                            | Natalia Korda                                                       |                 | Microsoft Windows, PlayStation 3, PlayStation 4, PlayStation Vita, Xbox 360, Xbox One |
| 2015 | Sword Art Online: Lost Song                             | Yuuki                                                               |                 | PlayStation 3, PlayStation Vita, PlayStation 4                                        |
| 2015 | Fate/Grand Order                                        | Okita Souji                                                         |                 | iOS, Android                                                                          |
| 2016 | Dragon Quest Heroes II                                  | Maribel                                                             |                 | PlayStation 4, PlayStation 3, PlayStation Vita                                        |
| 2016 | Gundam Breaker 3                                        | Info-chan                                                           |                 | PlayStation 4, PlayStation Vita                                                       |
| 2016 | Persona 5                                               | Futaba Sakura, Necronomicon (Persona awakening voice)/Shadow Futaba |                 | PlayStation 3, PlayStation 4                                                          |
| 2016 | Alternative Girls                                       | Mero                                                                |                 | iOS, Android                                                                          |
| 2016 | Fate/Grand Order                                        | Shuten Douji, Beast II/Tiamat                                       |                 | iOS, Android                                                                          |
| 2016 | Sonic Boom: Fire & Ice                                  | Sticks the Badger                                                   |                 | 3DS                                                                                   |
| 2017 | Nier: Automata                                          | Pascal                                                              |                 | PlayStation 4, Microsoft Windows                                                      |
| 2017 | Onmyōji                                                 | Kochō-no-sei, Chōchin-kozō                                          |                 | iOS, Android                                                                          |
| 2017 | Puella Magi Madoka Magica Side Story: Magia Record      | Madoka Kaname                                                       |                 | iOS, Android                                                                          |
| 2017 | Street Fighter V                                        | Menat                                                               |                 | Microsoft Windows, PlayStation 4                                                      |
| 2017 | Xenoblade Chronicles 2                                  | Finch/Ibuki                                                         |                 | Nintendo Switch                                                                       |
| 2017 | Sonic Forces                                            | Avatar (Female)                                                     |                 | PC, Xbox One, PS4, Nintendo Switch                                                    |
| 2017 | Honkai Impact 3rd                                       | Rita Rossweisse                                                     | Lồng tiếng Nhật | iOS, Android                                                                          |
| 2017 | Girls' Frontline                                        | M1918                                                               |                 | iOS, Android                                                                          |
| 2018 | Ys VIII: Lacrimosa of Dana                              | Io                                                                  |                 | PlayStation 4, Microsoft Windows                                                      |
| 2018 | Sword Art Online: Fatal Bullet                          | Yuuki                                                               |                 | PlayStation Vita, PlayStation 4, Microsoft Windows                                    |
| 2018 | Sdorica -sunset-                                        | Tica Chevalier                                                      |                 | iOS, Android                                                                          |
| 2018 | My Hero: One's Justice                                  | Tsuyu Asui                                                          |                 | Microsoft Windows, PlayStation 4, Nintendo Switch, Xbox One                           |
| 2018 | Fate/Grand Order                                        | Okita Souji (Alter)                                                 |                 | iOS, Android                                                                          |
| 2018 | Fate/Grand Order                                        | Shuten Douji (Caster)                                               |                 | iOS, Android                                                                          |
| 2018 | Azur Lane                                               | Taihō                                                               |                 | iOS, Android                                                                          |
| 2018 | The Legend of Heroes: Sen no Kiseki IV -The End of Saga | Renne Bright                                                        |                 | PlayStation 4                                                                         |
| 2018 | Pokémon: Let's Go, Pikachu! and Let's Go, Eevee!        | Eevee                                                               |                 | Nintendo Switch                                                                       |
| 2019 | Super Smash Bros. Ultimate                              | Futaba Sakura                                                       | DLC             | Nintendo Switch                                                                       |
| 2019 | Fire Emblem: Three Houses                               | Lysithea                                                            |                 | Nintendo Switch                                                                       |
| 2019 | Fate/Grand Order                                        | Ganesha, Okita Souji                                                |                 | iOS, Android                                                                          |
| 2019 | Epic Seven                                              | Ravi                                                                |                 | iOS, Android                                                                          |
| 2019 | Arknights                                               | Истина (Istina)                                                     |                 | iOS, Android                                                                          |
| 2019 | Release the Spyce: Secret Fragrence                     | Yura Ranjishi                                                       |                 | iOS, Android                                                                          |
| 2020 | Genshin Impact                                          | Lumine (Hotaru)                                                     |                 | iOS, Android                                                                          |

### CD drama
- Aoki Hagane no Arpeggio, vai Iona / I-400 / I-402
- Fate/GUDAGUDA Order, Okita Souji
- Himawari-san, vai Minami Ami
- Taiyō no Ie, vai Motomiya Mao
- Niehime to Kemono no Ō, Saliphie[27]

| Năm  | Tên                                                 | Vai                   | Ghi chú            |
| ---- | --------------------------------------------------- | --------------------- | ------------------ |
| 1998 | Seijuu Sentai Gingaman                              | Một cô gái            | Tập 19             |
| 2001 | Hyakujuu Sentai Gaoranger                           | Miho                  | Tập 41             |
| 2003 | Kamen Rider 555                                     | Mari Sonoda (lúc nhỏ) | Tập 9              |
| 2008 | Junkissa Isobe                                      | Kana                  |                    |
| 2015 | Kamen Rider Drive                                   | Yurusen               | Tập 48, lồng giọng |
| 2015 | Kamen Rider Ghost                                   | Yurusen               | lồng giọng         |
| 2016 | Doubutsu Sentai Zyuohger                            | Yurusen               | Tập 7, lồng giọng  |
| 2017 | Final Fantasy XIV: Dad of Light                     | Kirin                 | lồng giọng         |
| 2019 | Brave Father Online: Our Story of Final Fantasy XIV | Kirin                 | lồng giọng         |

### Lồng tiếng phim ngoại
Live-action
| Năm  | Tên         | Vai                | Lồng tiếng cho                  | Nguồn  |
| ---- | ----------- | ------------------ | ------------------------------- | ------ |
| 2018 | Tomb Raider | Lara Croft lúc nhỏ | Maisy De Freitas và Emily Carey | [ 31 ] |
| 2019 | Bumblebee   | Shatter            | Angela Bassett                  | [ 32 ] |

Hoạt hình
| Năm  | Tên                      | Vai                      | Nguồn  |
| ---- | ------------------------ | ------------------------ | ------ |
| 2017 | Sonic Boom               | Sticks the Badger        | [ 33 ] |
| 2018 | Người Nhện: Vũ trụ mới   | Gwen Stacy / Spider-Gwen | [ 34 ] |
| 2019 | Transformers: Cyberverse | Windblade                | [ 35 ] |

### Live action
| Năm  | Tên                                                 | Vai                   | Ghi chú            |
| ---- | --------------------------------------------------- | --------------------- | ------------------ |
| 1998 | Seijuu Sentai Gingaman                              | Một cô gái            | Tập 19             |
| 2001 | Hyakujuu Sentai Gaoranger                           | Miho                  | Tập 41             |
| 2003 | Kamen Rider 555                                     | Mari Sonoda (lúc nhỏ) | Tập 9              |
| 2008 | Junkissa Isobe                                      | Kana                  |                    |
| 2015 | Kamen Rider Drive                                   | Yurusen               | Tập 48, lồng giọng |
| 2015 | Kamen Rider Ghost                                   | Yurusen               | lồng giọng         |
| 2016 | Doubutsu Sentai Zyuohger                            | Yurusen               | Tập 7, lồng giọng  |
| 2017 | Final Fantasy XIV: Dad of Light                     | Kirin                 | lồng giọng         |
| 2019 | Brave Father Online: Our Story of Final Fantasy XIV | Kirin                 | lồng giọng         |

## Đĩa nhạc

### Đĩa đơn
| Stt. | Ngày phát hành      | Tên                                       | Xếp hạng Oricon |
| ---- | ------------------- | ----------------------------------------- | --------------- |
| 1    | 29 tháng 1 năm 2014 | Bijoumania (ビジュメニア)                 | 19              |
| 2    | 30 tháng 4 năm 2014 | Cupid Review (クピドゥレビュー)           | 18              |
| 3    | 1 tháng 11 năm 2017 | Eien Labyrinth (永遠ラビリンス)           | 12              |
| 4    | 25 tháng 4 năm 2018 | Aru to Iu Koto (帰る場所があるということ) | 18              |
| 5    | 15 tháng 1 năm 2020 | Unbreakable                               |                 |

### Album
| Stt. | Ngày phát hành      | Tên                           | Xếp hạng Oricon |
| ---- | ------------------- | ----------------------------- | --------------- |
| 1    | 11 tháng 2 năm 2015 | Ishmael (イシュメル)          | 14              |
| 2    | 12 tháng 6 năm 2019 | Voice Sample (ボイスサンプル) | 8               |

### Mini album
| Stt. | Ngày phát hành       | Tên                               | Xếp hạng Oricon |
| ---- | -------------------- | --------------------------------- | --------------- |
| 1    | 28 tháng 3 năm 2012  | Petipa (プティパ)                 | 14              |
| 2    | 13 tháng 2 năm 2013  | Meriba (メリバ)                   | 18              |
| 3    | 14 tháng 12 năm 2016 | Tokowaka no Kuni (トコワカノクニ) | 27              |

## Sách
- Diamant fille ~ディアマン フィーユ~. Glide Media. ngày 27 tháng 3 năm 2012. ISBN 9784-813-021-773.
- あおいのたからばこ (Aoi no Takarabako). Shufunotomo. ngày 1 tháng 3 năm 2013. ISBN 9784-072-881-071.
- Sugary Fairy～季節のスイーツを添えて～ (Sugary Fairy ~Kisetsu no Sweets wo Soete~). Shufunotomo. ngày 24 tháng 6 năm 2015. ISBN 9784-074-114-245.
- 悠木碧フォトブックプラネタルミナスsupernova (Puranetaruminasu supernova). Shufunotomo. ngày 21 tháng 12 năm 2017. ISBN 9784-074-284-658.

## Giải thưởng
| Năm  | Giải                   | Mục                     | Kết quả   |
| ---- | ---------------------- | ----------------------- | --------- |
| 2011 | Newtype                | Diễn viên xuất sắc nhất | Đoạt giải |
| 2012 | Seiyu Awards lần thứ 6 | Diễn viên xuất sắc nhất | Đoạt giải |